# Lista över Benins statsöverhuvuden
Detta är en lista över Benins statsöverhuvuden.
| Namn                  | Ämbetsperiod                        | Titel                                |
| --------------------- | ----------------------------------- | ------------------------------------ |
| Hubert Maga           | 1 augusti 1960 – 27 oktober 1963    | President                            |
| Christophe Soglo      | 27 oktober 1963 – 25 januari 1964   | Chef för den provisoriska regeringen |
| Sourou-Migan Apithy   | 25 januari 1964 – 27 november 1965  | President                            |
| Justin Ahomadegbé     | 27 november – 29 november 1965      | Tillförordnad president              |
| Tahirou Congacou      | 29 november – 22 december 1965      | Tillförordnad president              |
| Christophe Soglo      | 22 december 1965 – 19 december 1967 | President                            |
| Jean-Baptiste Hachème | 19 december – 20 december 1967      | Ordförande i revolutionskommittén    |
| Maurice Kouandété     | 20 december – 21 december 1967      | Statschef                            |
| Alphonse Alley        | 21 december 1967 – 17 juli 1968     | Statschef                            |
| Émile Derlin Zinsou   | 17 juli 1968 – 10 december 1969     | President                            |
| Paul-Émile de Souza   | 13 december 1969 – 7 maj 1970       | Ordförande i statsledningen          |
| Hubert Maga           | 7 maj 1970 – 7 maj 1972             | Ordförande i presidentrådet          |
| Justin Ahomadegbé     | 7 maj – 26 oktober 1972             | Ordförande i presidentrådet          |
| Mathieu Kérékou       | 26 oktober 1972 – 4 april 1991      | President                            |
| Nicéphore Soglo       | 4 april 1991 – 4 april 1996         | President                            |
| Mathieu Kérékou       | 4 april 1996 – 6 april 2006         | President                            |
| Yayi Boni             | 6 april 2006 – 6 april 2016         | President                            |
| Patrice Talon         | 6 april 2016 –                      | President                            |